# Tammi Øst
Susanne Tammi Øst, född 1 oktober 1958 i Köpenhamn, är en dansk skådespelare.
Øst arbetade först på bank och genomgick därefter Statens Teaterskole 1979-1982. Hon utsågs till riddare av Dannebrogsorden 1996, fick Henkel-prisen 1994 och Teaterpokalen 1998. Øst har tidigare varit gift med Mikael Birkkjær.

## Filmografi (urval)
- 1988 – Vid vägen
- 1989 – Tarzan Mama-Mía
- 1998 – Hænderne op!
- 1998 – H C Andersens skugga
- 2001 – Skicka mera godis
- 2005 – Anna Pihl  (Spelar Eva Frabricius)
- 2005–2006 – Örnen (TV-serie)
- 2018 – Happy Ending

## Utmärkelser
- Henkelpriset,  1994[4]
- Teaterpokalen,  1998[5]
- Reumert för årets kvinnliga huvudroll,  1999[6]
- Reumert för årets kvinnliga huvudroll,  2009[7]
- Reumert för årets kvinnliga huvudroll,  2013[7]
- Riddare av första klass av Dannebrogorden,  3 december 2016[8]
- Teaterpokalen,  2018[9]

[Redigera Wikidata]